# Зайдевинкель

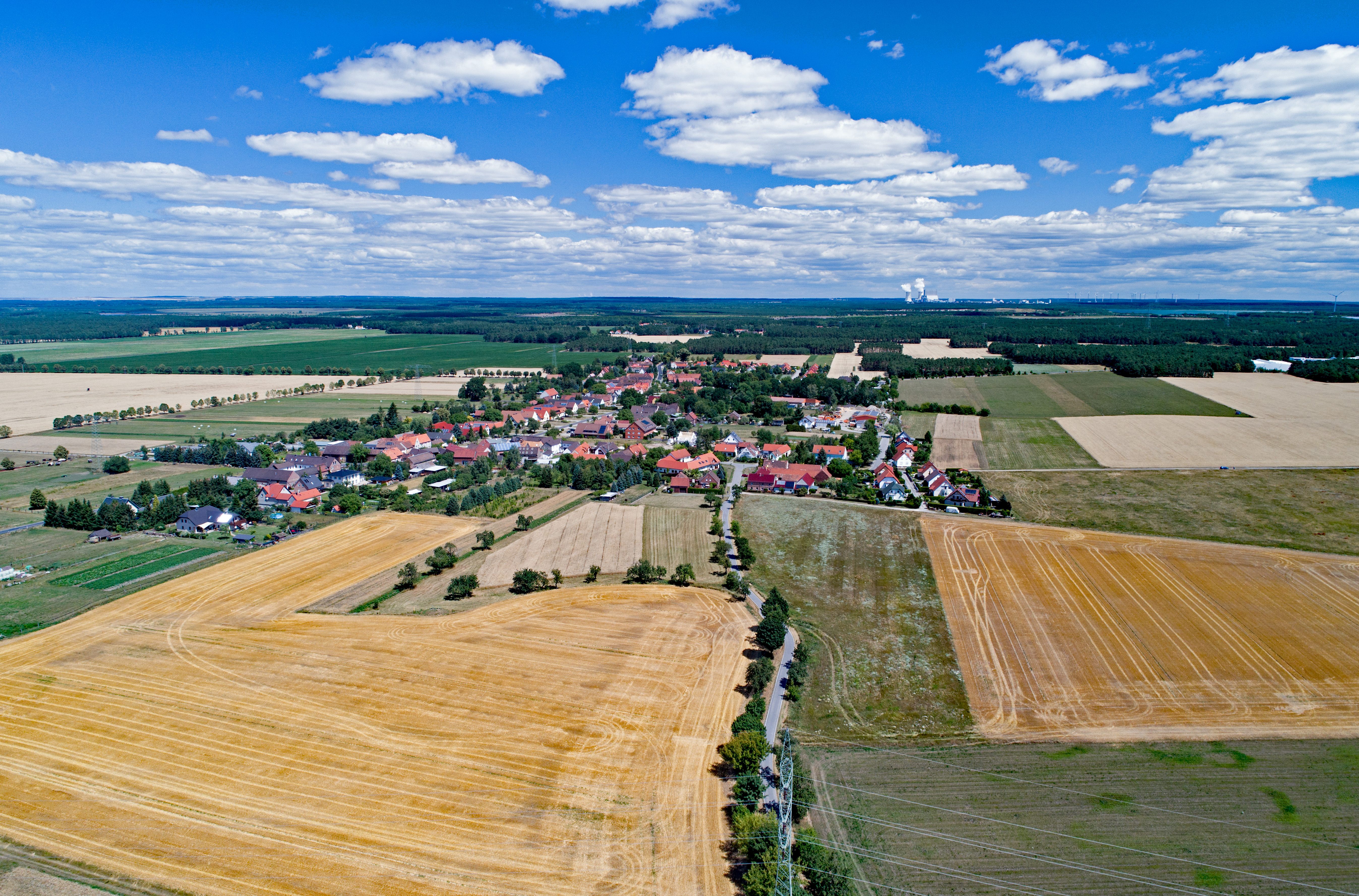

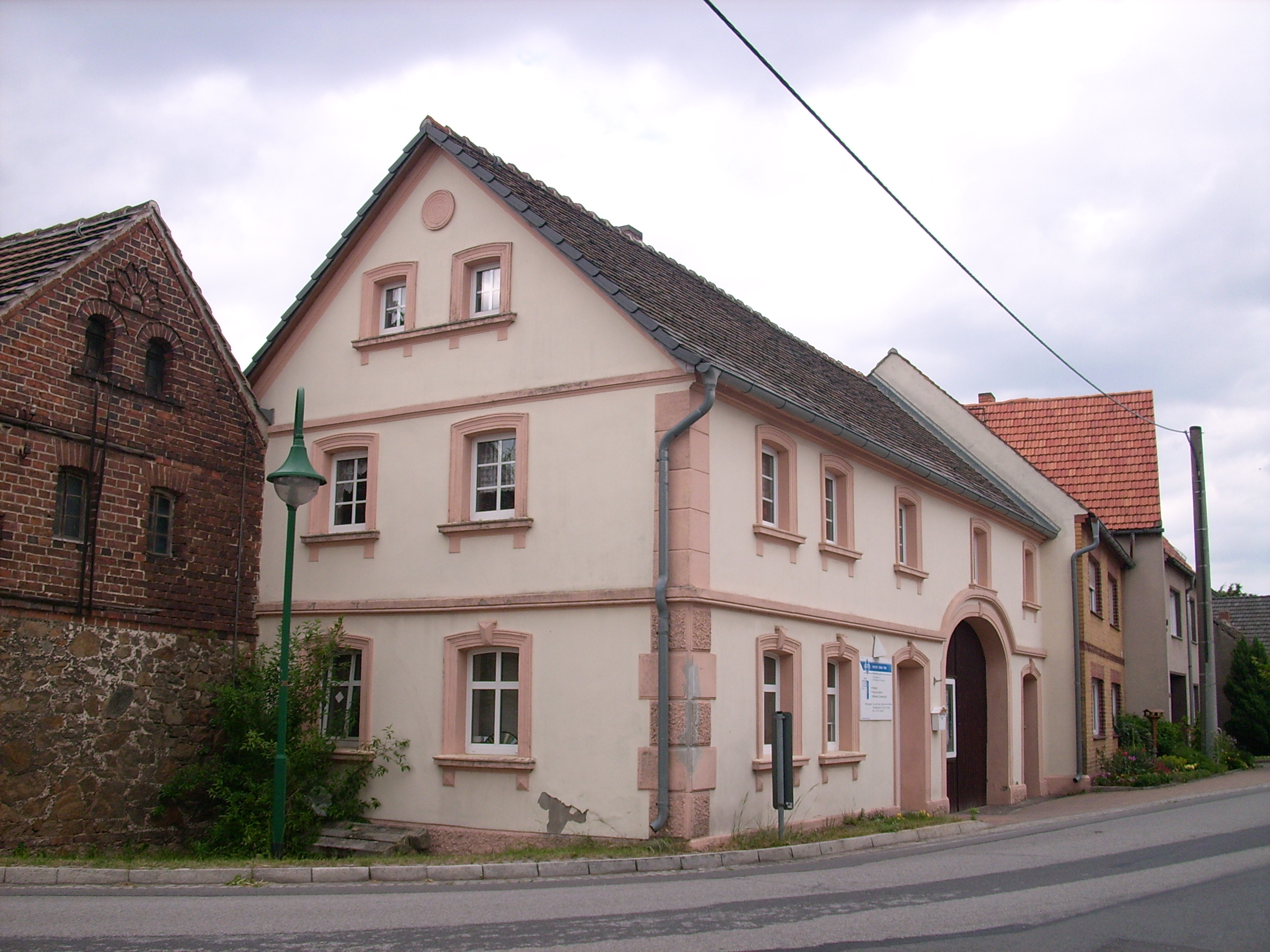

Зайдевинкель или Жи́джино (нем.  Seidewinkel; в.-луж. Židźinoо файле) — деревня в Верхней Лужице, Германия. Входит в состав коммуны Эльстерхайде района Баутцен в земле Саксония. Подчиняется административному округу Дрезден.

## География
Находится на севере Верхней Лужицы в районе Лужицких озёр недалеко от границы с федеральной землёй Бранденбург.
Соседние населённые пункты: на юге — город Хойерсверда и на северо-западе — деревни Нова-Лука и Горы-пола-Войерец (входит в состав деревни Новой-Луки).

## История
Впервые упоминается в 1401 году под наименованием Sydewinkel.
С 1995 года входит в современную коммуну Эльстерхайде.
В настоящее время деревня входит в состав культурно-территориальной автономии «Лужицкая поселенческая область», на территории которой действуют законодательные акты земель Саксонии и Бранденбурга, содействующие сохранению лужицких языков и культуры лужичан.
Исторические немецкие наименования
- Sydewinkel, 1401
- Seidinwingkil, 1462
- Seydewinckel, 1568
- Seydewinckel, 1658

## Население
Официальным языком в населённом пункте, помимо немецкого, является также верхнелужицкий язык.
Согласно статистическому сочинению «Dodawki k statisticy a etnografiji łužickich Serbow» Арношта Муки в 1884 году в деревне проживало 408 человек (из них — 407 серболужичан (99 %)).
Лужицкий демограф Арношт Черник в своём сочинении «Die Entwicklung der sorbischen Bevölkerung» указывает, что в 1956 году при общей численности в 510 человек серболужицкое население деревни составляло 73,3 % (из них верхнелужицким языком владело 300 взрослых и 74 несовершеннолетних).
| 1825 | 1871 | 1885 | 1905 | 1925 | 1939 | 1946 | 1950 | 1964 | 1990 |
| ---- | ---- | ---- | ---- | ---- | ---- | ---- | ---- | ---- | ---- |
| 260  | 399  | 406  | 427  | 462  | 451  | 478  | 509  | 500  | 383  |